# Желтозеро
Желтозеро, Гребное — пресноводное озеро на территории Амбарнского сельского поселения Лоухского района Республики Карелии.

## Общие сведения
Площадь озера — 1,4 км², площадь водосборного бассейна — 9,09 км². Располагается на высоте 76,8 метров над уровнем моря.
Форма озера лопастная, продолговатая: оно более чем на четыре километра вытянуто с юго-запада на северо-восток. Берега изрезанные, каменисто-песчаные, преимущественно возвышенные.
Озеро соединяется протокой с Челозером, через которое течёт река Верхняя Куземка, впадающая в Пильдозеро, через которое протекает река Воньга, впадающая, в свою очередь, в Белое море.
В озере расположено не менее шести безымянных островов различной площади.
Вдоль северного берега озера проходит автодорога местного значения.
Населённые пункты вблизи водоёма отсутствуют.
Код объекта в государственном водном реестре — 02020000711102000003511.